# Stara Gora pri Velikem Gabru
Stara Gora pri Velikem Gabru – wieś w Słowenii, w gminie Šmartno pri Litiji. W 2018 roku liczyła 18 mieszkańców.